# فیلم صامت

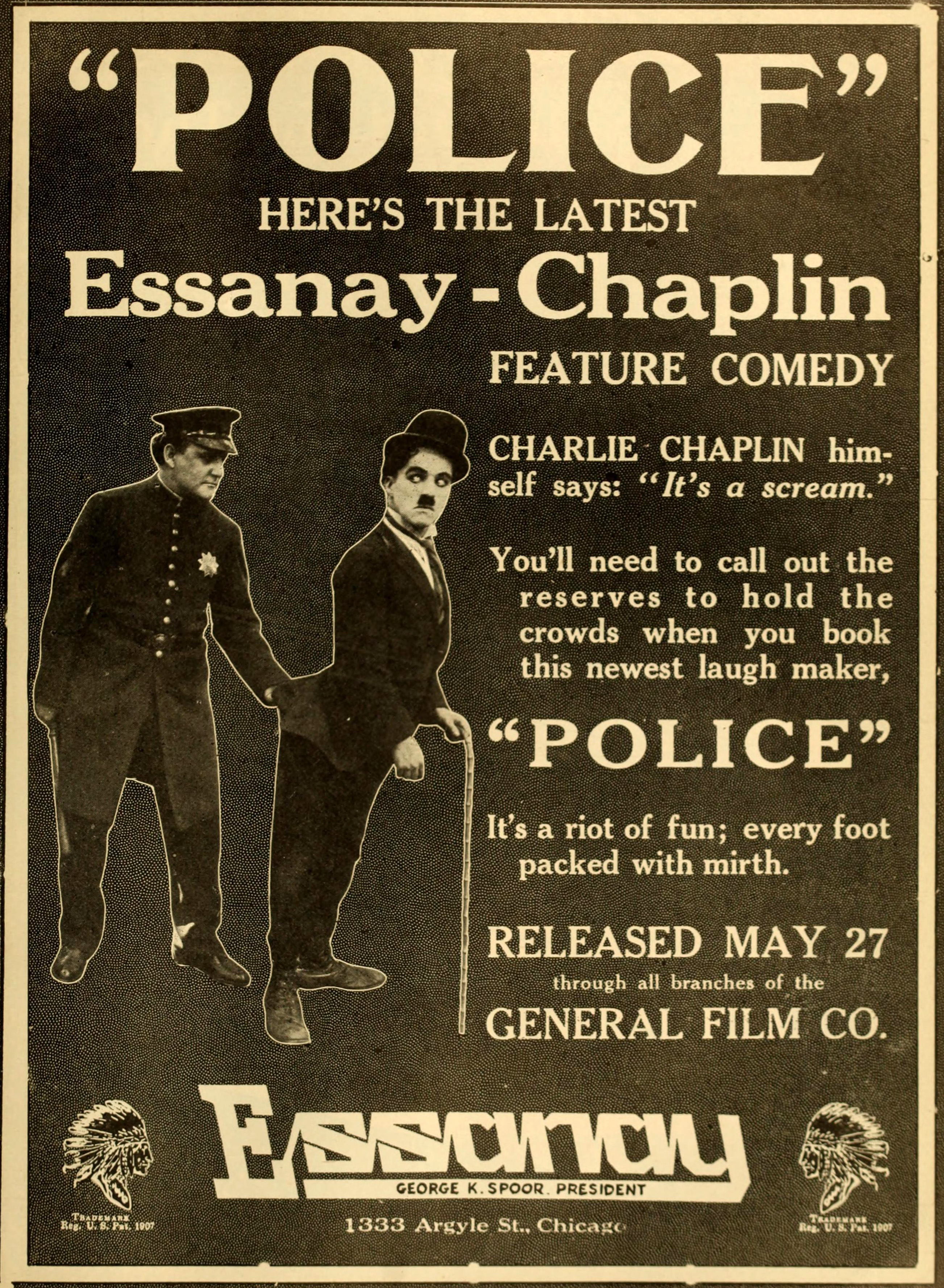
پوستر فیلم صامت پلیس (فیلم ۱۹۱۶)

فیلم صامت به فیلمی بدون صدا و اختصاصاً بدون دیالوگ می‌گویند. فکر ترکیب‌کردن فیلم‌ها با صدا یک ایده به قدمت خودِ سینماست، ولی به دلایل فنی، این امر تا قبل از سال ۱۹۲۰ میسر نشد. دوران فیلم‌های صامت به «عصر پردهٔ نقره‌ای» مشهور است. (سینمای صامت با فیلم بدون صدا اشتباه گرفته نشود)
بازیگران فیلم صامت بر زبان بدن و حالت چهره تأکید داشتند تا مخاطب بهتر بفهمد که یک بازیگر چه احساسی دارد و چه چیزی را روی پرده نمایش می‌دهد. سبک بازیگری ملودراماتیک در برخی موارد عادتی بود که بازیگران از تجربه صحنه قبلی خود منتقل شده بودند. ودویل خاستگاه بسیار محبوب بسیاری از بازیگران فیلم صامت آمریکایی بود.
استودیوهای اولیه در منطقه شهر نیویورک قرار داشتند. استودیو ادیسون ابتدا در وست اورنج، نیوجرسی (۱۸۹۲) بود، آنها به برانکس، نیویورک (۱۹۰۷) منتقل شدند. فاکس (۱۹۰۹) و بیوگراف (۱۹۰۶) در منهتن با استودیوهایی در سنت جورج، استاتن آیلند شروع به کار کردند. فیلم‌های دیگر در فورت لی، نیوجرسی فیلمبرداری شد. در دسامبر ۱۹۰۸، ادیسون در تلاش برای کنترل صنعت و بستن تولیدکنندگان کوچکتر، تشکیل شرکت ثبت اختراعات تصاویر متحرک را رهبری کرد. «ادیسون تراست»، همان‌طور که نام مستعار آن بود، متشکل از ادیسون، بیوگراف، استودیو اسانای، شرکت کالم، جورج کلاین پروداکشنز، استودیو لوبین، ژرژ ملیس، پاته، استودیو سلیگ، و استودیو ویتاگراف بود و از طریق جنرال بر توزیع غالب بود. شرکت فیلمسازی. این شرکت به عنوان یک انحصار عمودی و افقی بر صنعت تسلط داشت و عاملی در مهاجرت استودیوها به ساحل غربی است. شرکت ثبت اختراعات سینمایی و شرکت فیلم جنرال در اکتبر ۱۹۱۵ به دلیل نقض ضد انحصار گناهکار شناخته شدند و منحل شدند.
سینماگران بزرگی مانند آلفرد هیچکاک که از سینمای صامت آمده بودند، خلاقیتشان را در سینمای ناطق می ساخت.

## فیلم صامت در ادامه
امروزه نیز فیلم‌های صامت در کشورهای مختلف و توسط کارگردانان گوناگون تولید می‌شود. جشنواره بین‌المللی فیلم صامت گلوب هر ساله به هدف حمایت و گردهم‌آیی این تولیدکنندگان برگزار می‌شود.
تماشاگران فیلم‌های صامت در هنگام تماشای فیلم، اغلب با هنرپیشه‌ها صحبت می‌کردند، گاهی آنها را تشویق و گاهی آنها را هو می‌کردند.

## موسیقی و افکت
نمایش فیلم‌های صامت همراه با موسیقی زنده بود، نوازندگان همچنین صدای سوت قطار، بوق ماشین، آواز پرندگان، شلیک تپانچه، زنگ تلفن، صدای سم اسب، رعد و برق و باران را شبیه سازی می‌کردند.

## نخستین فیلم صامت ایرانی
در دی ماه سال ۱۳۰۹ نخستین فیلم ایرانی در تهران به نمایش درآمد. این فیلم صامت که آبی و رابی نام داشت، توسط اوانس اوهانیانس نوشته و ساخته شد. بازیگران این فیلم کمدی عبارت بودند از محمد ضرابی و غلامعلی سهرابی که یکی نقش فرد قد کوتاه و دیگری نقش فرد قد بلند را بازی می‌کرد. در طی فیلم حوادث غیر مترقبه و جالب و خنده داری برای این دو به وجود می‌آمد. این فیلم برای اولین بار در سینما مایاک تهران به نمایش درآمد و طبق روایتی می‌گویند که در یک حادثه آتش‌سوزی در این سینما فیلم آبی و رابی نیز از بین رفته‌است. پس از فیلم آبی و رابی اوگانیانس دست به کار ساخت دومین فیلم خود به نام حاجی آقا آکتور سینما را شروع کرد و این فیلم پس از طی مراحل تولید در اواخر سال ۱۳۱۲ هجری خورشیدی، آماده نمایش شد ولی در همین زمان، تب اولین فیلم ناطق فارسی همه گیر می‌شود و این نمایش، گرچه جزو اولین فیلم‌های ایرانی بود، توفیقی برای سازندگانش نداشت.